# Юрген Мелцер
Юрген Мелцер (на немски: Jürgen Melzer) е австрийски тенисист, левичар. 

## Биография
Юрген Мелцер е роден на 22 май 1981 година във Виена, Австрия.
Мелцер се жени на на 14 септември 2012 г. за тенисистка от WTA тура Ивета Бенешова,  и се развежда през 2015 г. Мелцер играе тенис с лявата ръка, но в ежедневието водеща е дясната му ръка.

## Кариера
Най-големият му успех на сингъл е достигането до полуфинал на Ролан Гарос през 2010 година. На двойки достига до същата фаза на Откритото първенство на Австралия през 2005 г.
През 1999 г. печели Уимбълдън при юношите, побеждавайки на финала Кристиан Плес.
Най-високото му класиране в ранглистата за мъже на сингъл е достигането до 16-о място през 2010 г.
Става шампион на Уимбълдън от 2010 г. при двойките с германеца Филип Печнер. През 2011 г. двамата печелят и титлата от Откритото първенство на САЩ. Заедно с чехкинята Ивета Бенешова е шампион на Уимбълдън при смесените двойки.

## Кариерна статистика

### ATP финали (5 титли; 13 финала)
|        | П–З | Година | Турнир                 | Клас         | Настилка   | Опонент               | Резултат                  |
| ------ | --- | ------ | ---------------------- | ------------ | ---------- | --------------------- | ------------------------- |
| Загуба | 0–1 | 2003   | Зала на славата Оупън  | Международни | Трева      | Роби Джинепри         | 4–6, 7–6(7–3), 1–6        |
| Загуба | 0–2 | 2005   | Хипо Груп Интернешънъл | Международни | Клей       | Николай Давиденко     | 3–6, 6–2, 4–6             |
| Загуба | 0–3 | 2006   | Ю Ес Клей Чемпиъншипс  | Международни | Клей       | Марди Фиш             | 6–3, 4–6, 3–6             |
| Победа | 1–3 | 2006   | Румъния Оупън          | Международни | Клей       | Филипо Воландри       | 6–1, 7–5                  |
| Загуба | 1–4 | 2006   | Мозел Оупън            | Международни | Твърда (з) | Новак Джокович        | 6–4, 3–6, 2–6             |
| Загуба | 1–5 | 2007   | Тенис Ченъл Оупън      | Международни | Твърда     | Лейтън Хюит           | 4–6, 6–7(10–12)           |
| Загуба | 1–6 | 2008   | Австрия Оупън Кицбюел  | Межд. Голд   | Клей       | Хуан Мартин дел Потро | 2–6, 1–6                  |
| Победа | 2–6 | 2009   | Виена Оупън            | 250 серии    | Твърда (з) | Марин Чилич           | 6–4, 6–3                  |
| Загуба | 2–7 | 2010   | Германия Оупън         | 500 серии    | Клей       | Андрей Голубьов       | 3–6, 5–7                  |
| Победа | 3–7 | 2010   | Виена Оупън            | 250 серии    | Твърда (з) | Андреас Хайдер-Маурер | 6–7(10–12), 7–6(7–4), 6–4 |
| Победа | 4–7 | 2012   | Ю Ес Индор             | 500 серии    | Твърда (з) | Милош Раонич          | 7–5, 7–6(7–4)             |
| Загуба | 4–8 | 2013   | Загреб Индоорс         | 250 серии    | Твърда (з) | Марин Чилич           | 3–6, 1–6                  |
| Победа | 5–8 | 2013   | Уинстън-Сейлъм Оупън   | 250 серии    | Твърда     | Гаел Монфис           | 6–3, 2–1 отказва се       |